# 陣内一真
陣内一真（日语：／ Jinnouchi Kazuma */?，1979年12月26日—）是日本的作曲家。广岛县出身。

## 生平
2003年，毕业于伯克利音樂學院。2006年，负责科樂美旗下《潛龍諜影系列》的作曲，此后一直为游戏、动画、电影作曲。
2011年开始为微软旗下343 Industries开发的《最後一戰系列》作曲。2016年因《最後一戰5：守護者》获英国电影学院奖音乐奖提名。
2019年与户田信子合作为漫威游戏《漫威钢铁侠VR》和Netflix发行的《奥特曼》作曲。
之后与户田信子合作，为Netflix的CG动画《攻壳机动队：SAC_2045》和《星際大戰：視界》作曲。

## 参与作品

### 游戏
- 潛龍諜影系列
  - 潛龍諜影 掌上行動
  - 潛龍諜影4 愛國者之槍
  - 潛龍諜影 和平先驅
- 永生不灭
- 最後一戰系列
  - 最後一戰4
  - 最後一戰5：守護者
  - 最後一戰：無限 E3 2018 トレーラー
- Lies Beneath
- マーベルアイアンマン VR（日语：マーベルアイアンマン VR）
- 极限竞速 地平线3
- Do You Copy?
- 賽馬娘 Pretty Derby
- Scavengers

### 电影
- 太秦ライムライト（日语：太秦ライムライト）
- 內褲隊長
- POKÉMON 名偵探皮卡丘
- 野蠻遊戲：全面晉級
- 攻壳机动队：SAC 2045
- 鈴芽之旅[5]
- 奇異冒險
- Hidden Dragon

### 电视动画
- スペースバグ（日语：スペースバグ）
- 攻壳机动队：SAC 2045
- ULTRAMAN
- RWBY
- 機戰少女Alice

### 电视剧
- 簡単なお仕事です。に応募してみた（日语：簡単なお仕事です。に応募してみた）

### Web动画
- 星際大戰：視界